# اولیویه کایاس
اولیویه کایاس (انگلیسی: Olivier Caillas؛ زادهٔ ۲ دسامبر ۱۹۷۷) بازیکن فوتبال اهل فرانسه است.
از باشگاه‌هایی که در آن بازی کرده‌است می‌توان به باشگاه فوتبال آلمانیا آخن، باشگاه فوتبال گروتر فورث، باشگاه فوتبال فورتونا دوسلدورف، باشگاه فوتبال قوت-وایس ارفورت، باشگاه فوتبال زاربروکن، و باشگاه فوتبال وهن ویسبادن اشاره کرد.